# Augustín Bačinský
Augustín Bačinský (ur. 20 października 1940 w Loku, zm. 19 stycznia 2021) – słowacki duchowny, arcybiskup Kościoła Starokatolickiego na Słowacji, patriarcha i Przewodniczący Światowej Rady Narodowych Kościołów Katolickich.

## Życiorys
Był absolwentem szkoły średniej w Varíne, po zakończeniu której odbywał zasadniczą służbę wojskową. Został wyświęcony na księdza w 1977 po ukończeniu Wydziału Teologicznego św. Cyryla i Metodego w Bratysławie. Gdy w 1980 ożenił się musiał zrezygnować z kapłaństwa w kościele rzymskokatolickim, przechodząc do Kościoła Starokatolickiego w Czechosłowacji, gdzie objął stanowisko proboszcza w Brnie. W latach 1994–1995 uzupełniał wykształcenie teologiczne na Wydziale Teologii Chrześcijańskokatolickiej Uniwersytetu w Bernie. W 1995 z jego inicjatywy wyodrębniono z części Kościoła Starokatolickiego w Czechach: Kościół Starokatolicki na Słowacji.
8 lutego 2004 został wyświęcony na biskupa przez Abp Antóniego José da Costa Raposo. W maju 2007 Augustín Bačinský oraz António José da Costa Raposo, przebywali w Polsce, jako goście Polskiego Narodowego Katolickiego Kościoła w RP dla zawiązania współpracy między WCNCC, a wymienioną wspólnotą.
11 stycznia 2008 roku otrzymał tytuł doktora wydziału teologicznego Uniwersytetu Karola.
Zmarł 19 stycznia 2021 roku w wyniku zarażenia wirusem SARS-CoV-2.